# Hans-Peter Berger (Fußballspieler, 1956)
Hans-Peter Berger (* 2. April 1956 in Salzburg) ist ein ehemaliger österreichischer Fußballtorwart.

## Karriere
Berger gehörte ab der Saison 1974/75 zum Bundesligakader des SV Austria Salzburg. Im Februar 1975 debütierte er in der Bundesliga, als er am 19. Spieltag jener Saison gegen den SK VÖEST Linz in der 38. Minute beim Stand von 2:1 für die Oberösterreicher für Klaus Weidinger eingewechselt wurde. Berger erhielt in der zweiten Halbzeit noch ein Gegentor, Austria Salzburg verlor bei seinem Debüt mit 3:2. Am folgenden Spieltag stand er gegen VÖEST Linz auch erstmals in der Startelf. Im September 1976 absolvierte Berger gegen Adanaspor sein erstes Spiel im UEFA Cup.
Mit Austria Salzburg stieg Berger 1977 als Tabellenletzter aus der höchsten Spielklasse ab. Nach einer Saison in der zweithöchsten Spielklasse stieg er mit dem Verein allerdings wieder in die 1. Division auf. Insgesamt absolvierte Berger in seinen zwölf Jahren bei Austria Salzburg 61 Spiele in der höchsten österreichischen Spielklasse.
Zur Saison 1986/87 wechselte er zum Regionalligisten USV Salzburg, der 1988 in FC Salzburg umbenannt wurde. Mit Salzburg stieg er 1987 als Meister der Regionalliga West in die 2. Division auf, in der er mit dem Verein bis zum Abstieg 1989 spielte. 1990 konnte man jedoch erneut Meister werden und wieder in die zweithöchste Liga aufsteigen. In der Aufstiegssaison 1989/90 absolvierte Berger 17 Spiele für den Verein in der Regionalliga. Nach einer Saison in der 2. Division folgte jedoch wieder der Abstieg in die Drittklassigkeit. Nach der Saison 1991/92 verließ Berger den Verein und beendete seine Karriere.

## Persönliches
Seine Söhne Hans-Peter (* 1981) und Markus (* 1985) sind ebenfalls Fußballspieler.